# 2004年信立化學罷工事件
台灣信立化學工業股份有限公司所屬，位於台南縣學甲鎮的台南廠員工，在2004年1月13日至16日間進行罷工，事件導火線為：資方任意終止勞動契約、業務外包、改聘定期契約工、變更勞工薪資結構，並扣減薪資作為績效獎金。這是台南縣第一起合法罷工事件。

## 背景
信立化學工業股份有限公司是台灣一間以生產人工皮、絨毛布為主的化工公司。該公司從1999年起開始在東莞投資設廠，同時開始在台灣各廠裁員，員工數目由1994年的 1700 餘人減至2003年的300餘人，伴隨的措施還有降薪、增加工作量與取消加班津貼與特別津貼等等。由於勞動條件持續降低，資方又不斷將工會幹部降職或解僱，導致勞資爭議層出不窮，其中又以薪資問題為最。據台南縣政府勞工局統計，2001年至2002年8月間共有13起爭議事件，其中有10件無法調解。2002年2月4日，勞資雙方因降薪問題復起爭執。在台南縣產業總工會的協助下，工會召開會員大會，以 70.6% 的出席率及 88.6% 的贊成票通過罷工；後經台南縣政府介入調解，工會遂取消罷工行動。
至2004年，由於資方原訂發放半個月的年終獎金，而工會則要求發放一個半月，雙方兩度協商均破局；工會經召開會員大會後，通過自農曆年前的1月13日起進行罷工。

## 訴求
2004年1月16日，270餘位信立化學員工至勞委會陳情，指信立化學公司：
1. 任意終止勞動契約，並將業務外包改聘用定期契約工，嚴重損及勞工工作權。
2. 片面變更勞工薪資結構並以扣減員工薪資作為給予績效獎金之方式。
3. 該年度僅發給半個月的年終獎金。

準此，陳情員工代表要求公司重新檢討整體薪資計算標準，並應發放一個半月之年終獎金。

## 結果
經過勞委會協調，工會同意自1月16日下午5時起停止罷工，資方則同意：
1. 發放一個月的年終獎金。
2. 放棄罷工期間對工會及其會員之一切刑事追訴及民事損害賠償責任。
3. 由勞資雙方各推派五名代表組成協商委員會，於2月5日前開會重新檢討公司薪資結構。
4. 爾後公司解雇勞工應依大量解僱勞工保護法之規定，與工會協商。

## 資料來源
1. ↑  公司地址請參閱信立化學工業股份有限公司官方網站 （页面存档备份，存于）

## 相關資料
- 陳政亮等編，《工運年鑑 2003.06-2004.05》，世新大學社會發展研究所、苦勞網與台灣勞工資訊教育協會出版（2006年）ISBN 957-8462-46-8
- 台南縣紡織成衣業工會調查工作隊總結報告書（原載《批判與再造》雜誌第11期）
- 行政院勞工委員會新聞稿：信立化學公司員工罷工終了